# سبخة السيجومي

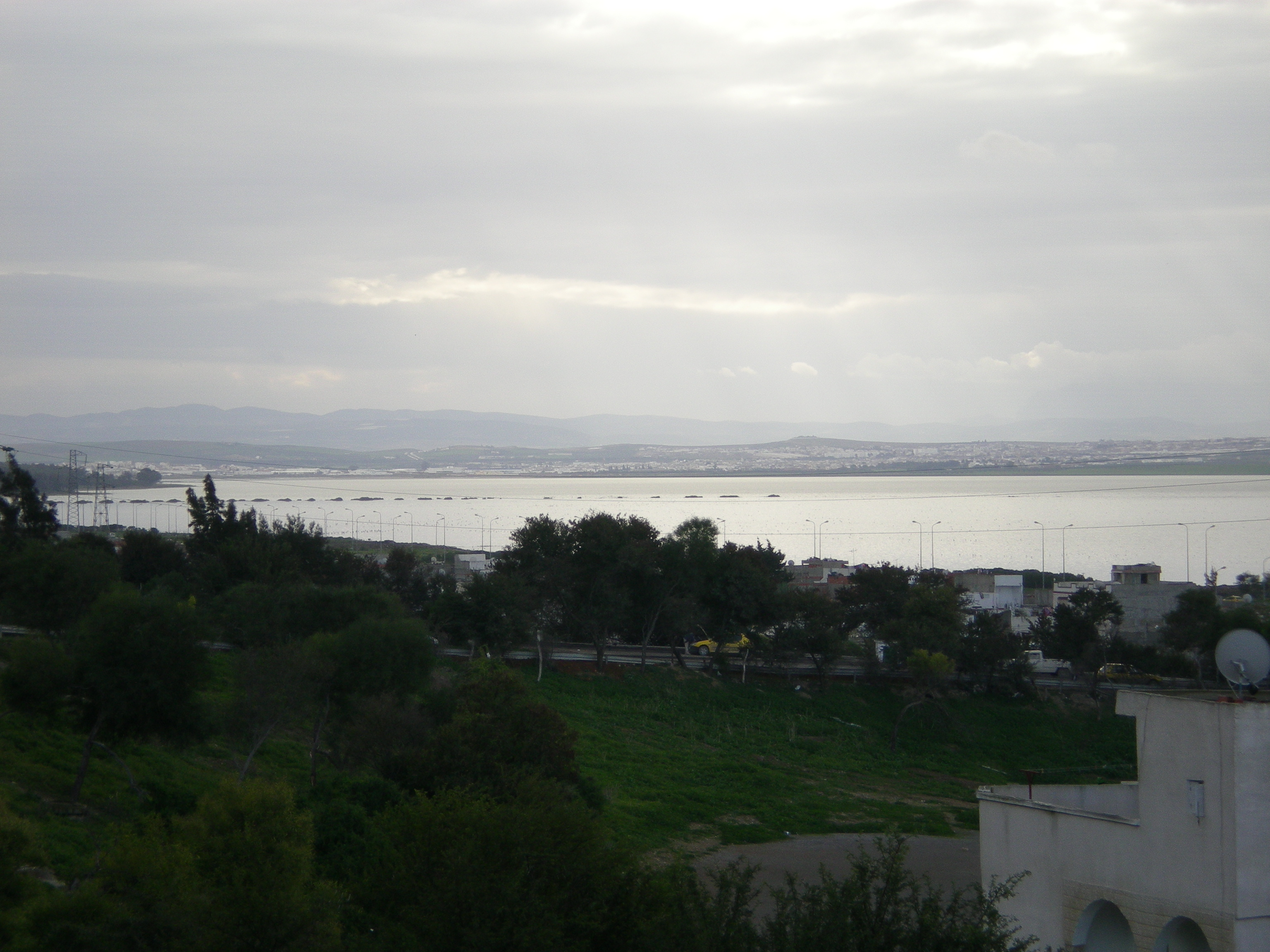
سبخة السيجومي

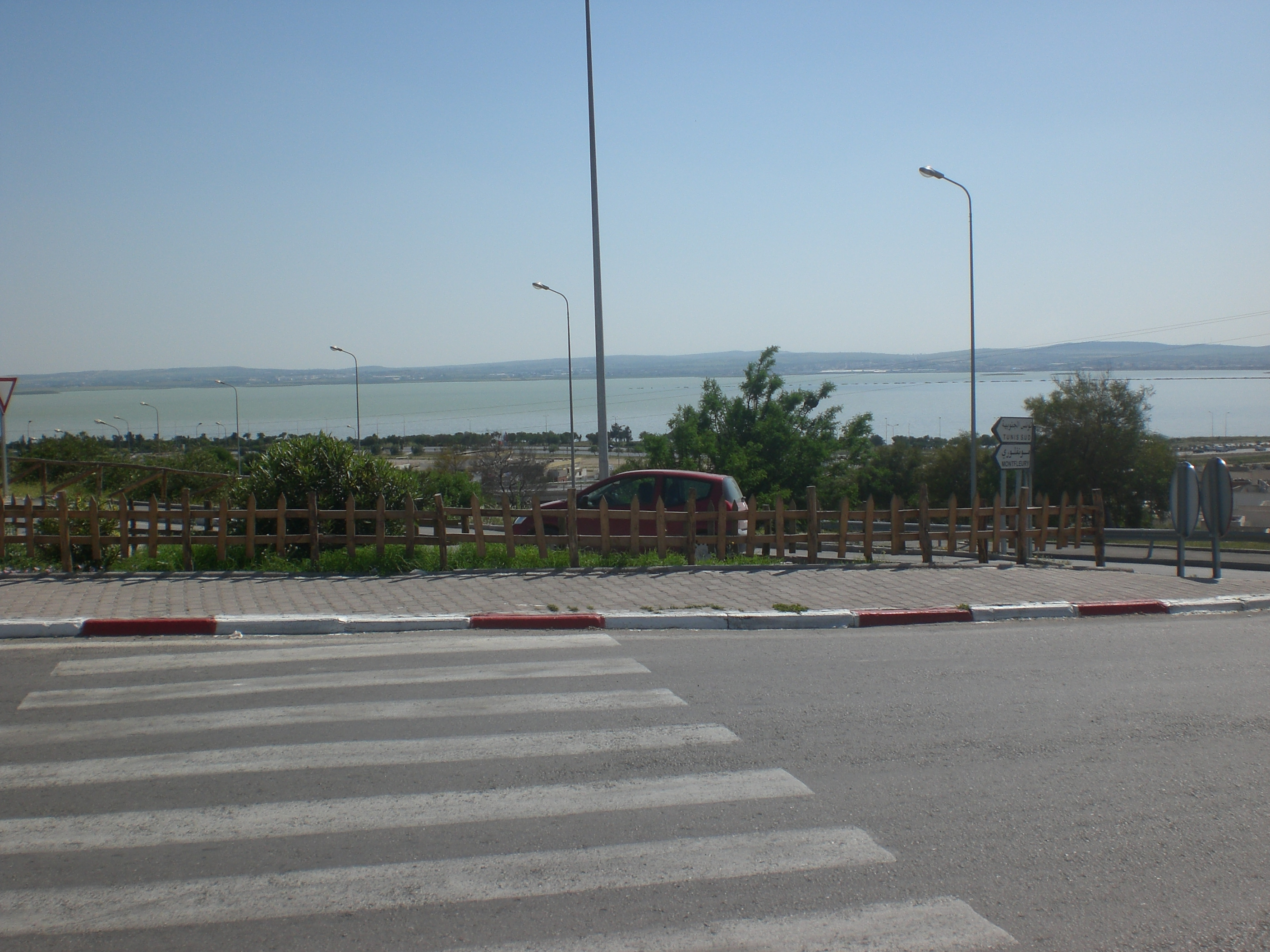
سبخة السيجومي من شارع 9 أفريل 1938

سبخة السيجومي تقع في دائرة مدينة تونس ، ويتراوح ارتفاعها بالنسبة لمستوى سطح البحر بين 8 و 10 أمتار. وقد أخذت اسمها من الولي حسين السيجومي المدفون غربيها. 
هذه السبخة هي بحيرة مغلقة تستقبل مياه العديد من المجاري المائية الصغيرة فضلاً عن المياه المستعملة في الأحياء السكنية غير المرتبطة بقنوات التطهير. و تكثر بها الطيور إذ قد يصل عددها إلى عشرات الآلاف.
| سبخة السيجومي |